# Euploea fraterna
Euploea fraterna är en fjärilsart som beskrevs av Felder 1865. Euploea fraterna ingår i släktet Euploea och familjen praktfjärilar. Inga underarter finns listade i Catalogue of Life.